# Vympel R-27

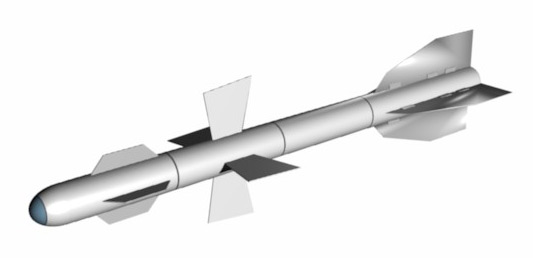
R-27 T.

O míssil Vympel R-27 é um míssil ar-ar de médio alcance, normalmente usado pelos Mig-29 e SU-27 russos, designado pela OTAN como AA-10 "Alamo".
O R-27 é fabricado em versões infrared-homing (R-27T), semi-active-radar-homing (R-27R), e active-radar-homing (R-27EA), na Rússia e na Ucrânia. O míssil R-27 é carregado pelos caças Mikoyan MiG-29 e Sukhoi Su-27, e alguns dos caças do modelo mais recente  MiG-23MLD também foram adaptados para transportá-lo.

## Resumo
- Origem:  Rússia
- Comprimento: 4,5 m
- Ogiva: 37 kg
- Velocidade:  Mach 2,35 (nível do mar) a Mach 3
- Alcance:
  - 50 km (R-27R)
  - 40 km (R-27T)
  - 65 km (R-27ER)
  - 50 km (R-27ET)
- Peso: 350 kg
- Propulsão: motor foguete
- Orientação: dependendo da versão: infravermelho, radar semi-ativo ou sensor passivo.

AA-10 Alamo - R-27
Chamado inicialmente de Project K-27, este míssil russo de longo alcance se tornou o R-27 (código da OTAN de AA-10 ALAMO). O requerimento do K-27 foi lançado em 1973. O desenvolvimento foi iniciado em 1974. Foram duas propostas, da Vympel e Molnia. No início da década de 1980, a Spetztekhnika Vympel NPO foi selecionada. Em 1981, parte dos engenheiros da Molnia foram para a Vympel terminar o míssil R-73.
O Alamo recebeu a designação "-27" pois seria a arma principal do Su-27 e outros caças com capacidade "look-down/shoot-down" como o Mig-29 ou caças antigos modernizados como o Mig-21 e Mig-23.
O R-27 (Izdeliye 470) entrou serviço em 1986, quatro anos antes do AIM-120, porém longe de ter a mesma capacidade sendo mais comparável em tecnologia e desempenho ao AIM-7F que entrou em serviço em 1977. A URSS teve acesso a um míssil AIM-7 do Vietnã e considerou similar em capacidade ao AA-10.

## Versões
O R-27 tem seis versões. O míssil padrão R-27R/T foi entregue em 1984 e entrou em operação em 1985 para equipar os caças Mig-29 e Su-27. O R-27ER e R-27ET foi entregue em 1987 para o Su-27. O projeto teve forte influência dos mísseis R-23 e R-24.
O R-27 é facilmente reconhecido pela grande canard flexionado para frente com arranjo em cruz. O canard tem corda invertida, ficando mais larga com o aumento da envergadura. As superfícies de controles canard são chamadas de "borboletas" e pode controlar em giro, inclinação e estabilização de rolagem. O desenho diminui o arrasto em grandes ângulos de ataque. Mudanças do tamanho da borboleta permite balancear características do míssil de acordo com o sensor e propulsão. Cada controle tem sistema hidráulico independente. Mais quatro canard frontal fixos e a barbatana em delta na cauda compõem as superfícies de estabilização. Inicialmente foi escolhido ma configuração com canard flexionado para frente e com controle traseiro proposto pelo TsAGI.
O R-27 é uma família de mísseis. Por ter projeto modular se tornou base de uma família de mísseis com vários tipos de sensores (semi-ativa, ativa, passiva e infravermelho) e vários tamanho de propulsão (queima longa/queima curta).
Família Alamo:
- Versão: R-27R; R-27T; R-27ER; R-27ET; R-27P; R-27EP
- Entrada em Serviço: 1986; 1986; 1990; 1990;  -  -
- Comprimento: 4,08 m; 3,8 m; 4,78 m; 4,5 m; 4,78 m; 4,78 m
- Diâmetro do corpo: 0,23 m; 0,23 m; 0,26 m; 0,26 m; 0,26 m; 0,26 m
- Envergadura do canard: 0,97 m; 0,97 m; 0,97 m; 0,97 m; 0,97 m; 0,97 m
- Envergadura da barbatana traseira: 0,77 m; 0,77 m; 0,8 m; 0,8 m; 0,8 m; 0,8 m
- Peso: 253 kg; 245 kg; 350 kg; 343 kg; 350 kg; 350 kg
- Sensor: SARH Passivo IR SARH Passivo IR
- Alcance: 50 km; 40 km; 65 km; 50 km; 80 km; 65 km

Os modelos de queima curta usam o cabide APU-470 enquanto os modelos de queima longa usam o cabide APU-73-1D.
A versão inicial R-27R (Alamo-A) de guiamento semi-ativo (SARH) usa um sensor radar ARGS-PD ou 9B-110K da Agat que recebe retornos do alvo de emissões do radar N019 do Mig-29 ou N001 do Su-27. O radar N001 acompanha o alvo a até 65–70 km frontal e 35–40 km no setor traseiro que passa a ser o limite de alcance prático do AA-10.
Enquanto o AIM-7 usa radar de onda-contínua (CW) que não faz varredura de grande ângulo, o R-27 usa reflexões Pulso-Doppler. Se o radar perde o acompanhamento o míssil perde o alvo.
O R-27 usa navegação proporcional com guiamento inercial e rádio correção de trajetória inicial por até 30 segundos após ser disparado (cerca de 70% do tempo de voo). O datalink para correção de voo é codificado no sinal de radar e não pode ser decodificado pela versão IR. O míssil pode usar trajetória especial para criar condições favoráveis ao sensor e espoleta. O míssil pode ser desviado dos jatos de escape, ou movido para fora do lobo principal do radar ou se aproximar de alvo a baixa altitude por cima. O míssil tem trajetória direta e balística (loft).
Uma espoleta radar ativa e impacto aciona uma ogiva de carga continua de 39 kg. As versões R-27E/T tinham uma ogiva de 33 kg inicialmente.
Apesar de não ter capacidade "dispare-e-equeça", o alcance de trancamento de 30 km contra alvos tamanho de caça compensa a desvantagem contra mísseis de segunda geração como o AIM-120 e R-77. O sensor AGAT ARGS-PD permite trancar em alvos a 44 milhas. Foi desenvolvida pela própria empresa com várias larguras com possibilidade de uso no R-27 e R-77.
A versão R-27T (Alamo B) de guiamento infravermelho (IR) faz disparo apenas com trancamento antes do lançamento (LOBL). O sensor infravermelho 36T da Arsenal foi desenvolvido na década de 1980 para os R-27T. Os sensores mais atuais são usados no R-27TE (Alamo D). O sensor cobre um ângulo de +/-55 graus e pode ser apontado pelo radar e IRST, mas não é usado com o HMS.
As táticas básicas de interceptação soviética usam controle centralizado. Estas táticas enfatizam a interceptação a partir de uma boa posição para disparo com mísseis de guiamento infravermelho. O Mig-29 e Su-27 podem receber indicação de tiro no HUD por datalink de radar em terra. O caça pode usar o IRST para acompanhar o alvo sem emitir. O sensor IR também compensa a pobre capacidade de contra-contramedidas eletrônicas (ECCM) dos radares russos. Com o disparo de mísseis aos pares, cada de com um tipo de sensor, contra um único alvo, também maximiza as chances de acerto.
R-27T guiado por infravermelho.
Pouco depois do R-27R/T entrarem em operação, a Vympel desenvolveu o R-27 de alcance estendido R-27ER e  R-27ET (E de Energeticheskaya), codinome da OTAN de Alamo C e D respectivamente. O motor foguete é mais largo e comprido. As mudanças internas foram pequenas.
Sensor semi-ativo 9B-1101K do R-27T e R-27ET.O sensor 9B-1101K tranca a 30 km contra caças. Pesa 13,5 kg e opera na banda J 10–20 GHz com onda continua monopulso.
Sensor passivo 9B-1032 ou RGS-27 do R-27P e R-27EP.
O R-27P Alamo E (P de  passivnaya - passivo) usa um sensor PRGS-27 (9B-1032) da Avtomatika (CKBA) e baseada no sensor L-111 do Kh-31P. A Avtomatika também fabrica o sensor L-111E do Kh-31P.
O primeiro teste do R-27P passivo foi em 1984 com disparo a partir de um Mig-29. Em 1987, o R-27P foi adotado pela URSS sendo produzido por curto período até 1991 pela Artem ucraniana. A existência do R-27P não era confirmada até recentemente. O sensor opera na banda de onda centimétrica e se guia pela emissão de radar da aeronave inimiga. O míssil pode ser usado contra caças, aeronaves de alerta antecipado e de guerra eletrônica. Pode ser usado contra caças a longa distância, quando inimigo ainda está longe do alcance do radar. Com guiamento passivo o inimigo não tem alerta do disparo. O sensor detecta alvos a mais de 200 km, mas o míssil não alcance esta distância e o tempo de voo excede a duração das baterias. A Vympel pretende aumentar o alcance do míssil para 200 km. O alcance mínimo é de 2–3 km e o alvo não deve manobrar a mais de 5,5 g´s devido a limitações do sensor.
O desenvolvimento do R-27E tinha sido cancelado em favor do R-77. Como o R-27E tem balística inferior ao R-77, a Vympel passou a desenvolver o R-27EP oferecido para exportação a partir de 2004. As variantes de exportação são o R-27P1 e R-27EP1.

## Desempenho
O R-27 engaja alvos tripulados ou não e em manobras de combate aéreo aproximado. Pode ser empregado individualmente ou em grupo de aeronaves. O alvo pode estar voando a até 3.500 km/h, entre 20 e 25 mil metros e manobrando até 8 g´s. A velocidade do míssil varia entre Mach 2.5 a Mach 5. A alta velocidade deve garantir a destruição rápida do alvo, pesar de todos os mísseis atuais serem bem rápidos. Pode ser disparado de uma velocidade entre Mach .6 a Mach 2,25.
O dados de desempenho do R-27 é bem variado e dependem das fontes e condições de disparo. O alcance cinético do R-27R/T é de 50/40 km, mas o alcance efetivo está entre 20–25 km contra alvos se aproximando a média altitude, ou 18 km em perseguição. Contra um alvo de RCS de 5m2 voando a Mach 1.4, numa altitude de 12 mil metros o alcance frontal é de 62 km e o de perseguição é de 21 km. O R-27ET tem alcance máximo frontal de 50 km nas mesmas condições e alcance em perseguição de 23 km. O alcance mínimo é de 2 km frontal e 500-600 metros em perseguição.
Contra um alvo voando a 900 km/h, numa altitude de 10 mil metros e com a aeronave lançadora voando a 1100 km/h o alcance frontal é de 50~65 km para o R-27ER, R-27ET, R-27EP; 35 km para o R-27R;  e 30 km para o R-27T e R-27P. O R-27P e R-27EP tem alcance máximo de 72 km e 110 km respectivamente.
Em caso de problemas o míssil só pode ser ejetado em voo nivelado. O míssil voa até o impacto no solo enquanto outros mísseis como o R-60 se autodestroem em 21-23 segundos. Também deve ser disparado aos pares devido a problemas de balanceamento. Se um míssil é deixado no lançador a aeronave fica limitada a 15 graus de ângulo de ataque.
O manual do Mig-29 (modelo 9.12A/B) mostra gráficos descrevendo os parâmetros de disparo do R-27R.
O desempenho em combate do R-27 até agora parece ter sido negativo. No conflito entre a Eritreia e Etiópia em 1999/2000 foram disparados cerca de 24 mísseis com apenas um acerto próximo. Um Su-27S atingiu um Mig-29 que passou dentro do raio letal do míssil. A aeronave foi danificada e caiu durante o pouso. Foram vários combates com vários disparos em salvas.
Os pilotos mercenários russos relataram problemas com sensitividade do sensor, confiabilidade dos aviônicos, funcionamento dos mecanismos mecânicos e capacidade de engajar alvos altamente manobráveis. O míssil mostrou ser muito sensível ao manejo, transporte, armazenamento e treino do pessoal, precisando de pessoal de primeira linha para apoio. O tipo de guiamento SARH por Pulso-Doppler também se mostrou muito vulnerável as contramedidas modernas.

## Usuários
O R-27 é usado por dezenas de países que usam caças soviéticos como o Mig-29 e o Su-27. As versões de exportação têm a designação "-1" no final. O R-27T1 tem a capacidade de contra-contramedidas IR pioradas e sem capacidade de rejeição de ruído de fundo.
Entre os operadores incluem-se Argélia, Angola, Alemanha, Bielorrússia, Bulgária, Bangladesh, Cazaquistão, China, Coreia do Norte, Cuba, Etiópia, Eritreia, Índia, Irã, Iraque, Iugoslávia, Malásia, Mianmar, Peru, Polônia, Roménia, Síria, Turcomenistão, Ucrânia, Uzbequistão e Vietnã. Outros possíveis usuários são o Iêmen e a Moldávia.
Os caças russos já integrados com o míssil são o Su-27, Su-30, Su-33, Su-35, Mig-29 e Yak-141.
A Índia comprou 300 R-27R1 e R-27T1 em 1995. Um total de 1140 R-27E foram comprados em 1996 e 250 entregues em 2001. Outros 1140 R-27R1 e R-27T1 foram comprados da Ucrânia em 1996. A Índia integrou o AA-10 no Mirage 2000 com ajuda de engenheiros franceses e russos.
A China recebeu vários lotes do R-27. Em 1991 foram adquiridos 144 R-27/Alamo A/B e recebidos em 1991-92. Ainda em 1991 foram encomendados 144 R-27E Alamo C/D e recebidos em 1992-94. Em 1995 foram encomendados 1860 R-27/Alamo A/B e 600 recebidos em 1996-2001. Outros 1860 R-27E/Alamo C/D foram comprados em 1995 e 600 recebidos em 1996-2001. A China também comprou 4008 R-73. A China usa o AA-10 desde 1992 em seus caças Su-27, Su-30 e F-8IIM.
As ex-repúblicas soviéticas e a Ucrânia tem estoques de mísseis que não são versões pioradas de exportação. Outros países podem ter obtido estoques oficiais e conhecer as capacidades adicionais dos mísseis.
Em 1999, a NIIP iniciou o desenvolvimento de um sistema de radar iluminativo e datalink para aeronaves sem radar consistindo de duas antenas de varredura eletrônica Epaulete. Uma antena é instalada em cada raiz das asas da aeronave. Cada antena pesa 5 kg e cobre 45 graus com alcance de 30 km. A antena permite que a aeronave dispare mísseis como o R-27 e R-77.
O caça chinês F-8IIMM foi armado com o Alamo E.
Em 1996, o Peru encomendou 18 caças Mig-29 por US$ 385 milhões. Junto vieram 96 mísseis R-27R e 216 R-60.
Os caças Su-30MKK chineses estão armados com o AA-10.

## Descrição
Míssil ar-ar de médio alcance, normalmente usado pelos Mig-29 e SU-27 russos, designado pela OTAN como AA-10 "Alamo", o R-27 é produzido em pelo menos seis versões: de médio alcance com radar semi-ativo(SAR) e infravermelho(IR), denominados R-27 R e R-27 T; de longo alcance com SAR, IR e radar ativo(AR), denominados R-27 ER, R-27 ET; e de longo alcance com SAR para baixa altitude, o R-27 EM. Todas as versões possuem pequenas aletas "canard" logo atrás do sensor e na frente do detonador de aproximação, a seguir quatro grandes aletas em forma de trapézio que lhe conferem uma impressionante manobrabilidade e mais quatro aletas fixas em delta na cauda. A ogiva dos R-27 é do tipo anular, com 37 kg de explosivo potente, que ao detonar projeta uma descarga de fragmentos de tungstênio, super afiados e em forma de leque. São impulsionados por um motor foguete de propelente sólido, com versões para médio e longo alcance. Na nova geração de mísseis Vympel serão usados motores de foguete e estato-reator integrados para um maior alcance. Outra novidade é o R-27 com sensor passivo para ser utilizado contra aviões AEW ou de guerra eletrônica, dirigindo-se para as suas emissões de radar. Muito versátil e extremamente letal, o R-27 mostrou a capacidade russa no desenvolvimento de mísseis modernos, sendo superior aos seus congêneres ocidentais.
- Origem Rússia
- Dimensões  comprimento: 4,5 m
- Ogiva 37 kg
- Velocidade  Mach 4
- Alcance 65 km (R-27ER)
- Peso 350 kg
- Propulsão Motor foguete
- Orientação Dependendo da versão: infravermelho, radar ativo, radar semi-ativo ou sensor passivo